# Griffon Nivernais
Der Griffon Nivernais ist eine von der FCI anerkannte französische Hunderasse (FCI-Gruppe 6, Sektion 1.1, Standard Nr. 17).

## Herkunft und Geschichtliches
Vorbild bei der Rekonstruktionszüchtung des Griffon Nivernais waren wohl die gewaltigen Wolfsjäger, die berühmten „Grauen Hunde“ Ludwigs des Heiligen (1214 bis 1270), welche mit den Kreuzfahrern aus dem Balkan kamen, das waren den Canes Segusii (Keltenbracken) nahestehende Hunde, in denen auch arabisches Windhundblut floss. Die eigentlichen Griffon Nivernais entstanden nach der Französischen Revolution durch Einkreuzen vom Grand Griffon Vendéens in andere vorhandene Laufhundrassen. Auch ihr Zweck war die Wolfsjagd, später auch die Jagd auf Schalenwild. 1925 schlossen sich einige Jäger zusammen, um den Griffon Nivernais vor dem Aussterben zu retten. Es entstanden zwei Größen, von denen die kleinere bald verschwand.

## Beschreibung
Der moderne Griffon Nivernais hat eine Widerristhöhe von bis zu 55 bis 60 cm, das sind rund 20 cm weniger als sein Vorbild. Sein Haar ist lang, struppig, durcheinander, ziemlich kräftig in dunkel, immer gewolkt, das heißt, dass die Fellspitzen immer dunkler als der Fellansatz sind (rußig). Die Ohren sind hängend, weich, eher dünn, von mittlerer Breite, ziemlich behaart.

## Verwendung
Der Griffon Nivernais ist ein manchmal etwas übereifriger Jagdhund, der aber ruhig und konzentriert arbeitet. In Frankreich ist er als Wildschweinjäger sehr geschätzt. Er jagt sowohl in der Meute als auch alleine.